# Alfa Muscae
Alfa Muscae (α Mus / HD 109668 / HR 4798) es la estrella más brillante en la constelación de Musca, la mosca, con magnitud aparente +2,69. Al ser circumpolar al polo sur celeste no tiene nombre propio habitual, si bien ocasionalmente recibe el nombre de Myia, «mosca» en griego. Se encuentra a 306 años luz de distancia del sistema solar.
Alfa Muscae es una estrella blanco-azulada de tipo espectral B2IV-V, clasificada como subgigante o como estrella de la secuencia principal. Estrella caliente de 21.900 K de temperatura, su luminosidad, considerando la radiación ultravioleta no visible emitida, es 4250 veces mayor que el Sol. Su radio es de 4,7 radios solares y su masa de 8 masas solares; éstos parámetros indican que realmente se encuentra en la secuencia principal y que no ha llegado aún a la etapa de subgigante.
Alfa Muscae es una variable Beta Cephei, tipo de variable pulsante cuyos representantes más conocidos son Alfirk (β Cephei) y Murzim (β Canis Majoris). Su brillo varía 0,05 magnitudes en un período de 0,09 días.
Una estrella que está situada visualmente a 29,6 segundos de arco de Alfa Muscae no es una compañera real y forma una binaria óptica con ella.